# Punta Primavera
Punta Primavera (en inglés: Spring Point) es un pequeño asentamiento ubicado en el oeste de la Isla Gran Malvina, Islas Malvinas, en la Bahía San Julián, frente a la isla Fox y cerca del paso Ruiseñor. Es la sede de una granja de cría de ovejas y posee un aeródromo.